# Торренте, Рауль
Рауль Торренте Наварро (исп. Raúl Torrente Navarro; род. 2001, Сан-Хавьер, Мурсия) — испанский футболист, центральный защитник загребского «Динамо»

## Клубная карьера

### Ранняя карьера
Родившийся в Сан-Хавьере, регион Мурсия, Торренте в юности представлял клубы «Картахена» и «Мар Менор». В составе последнего он дебютировал в основной команде 8 апреля 2018 года, выйдя на замену в домашнем победном матче Терсеры против «Минеры» (2:1).

### «Гранада»
В 2018 году Торренте перешел в «Гранаду» и вернулся в молодёжный футбол. Он был переведён в фарм-клуб перед сезоном 2020/2021 и сразу же стал основным игроком команды. 1 сентября 2021 года он продлил свой контракт до 2024 года.
Торренте дебютировал на профессиональном уровне 1 ноября 2021 года, заменив Луиса Милью в победном матче Ла Лиги против «Леванте» (3:0).

### «Динамо» (Загреб)
4 июля 2024 года в качестве свободного агента присоединился к загребскому «Динамо».

## Клубная статистика
| Клуб                 | Сезон      | Лига                       | Лига  | Лига | Кубок | Кубок | Европа | Европа | Другое | Другое | Итог  | Итог |
| Клуб                 | Сезон      | Дивизион                   | Матчи | Голы | Матчи | Голы  | Матчи  | Голы   | Матчи  | Голы   | Матчи | Голы |
| -------------------- | ---------- | -------------------------- | ----- | ---- | ----- | ----- | ------ | ------ | ------ | ------ | ----- | ---- |
| Мар Менор            | 2017/18    | Терсера                    | 1     | 0    | —     | —     | —      | —      | —      | —      | 1     | 0    |
| Рекреативо (Гранада) | 2020/21    | Сегунда Б                  | 20    | 0    | —     | —     | —      | —      | —      | —      | 20    | 0    |
| Рекреативо (Гранада) | 2021/22    | Сегунда                    | 4     | 0    | —     | —     | —      | —      | —      | —      | 4     | 0    |
| Рекреативо (Гранада) | Итог       | Итог                       | 24    | 0    | —     | —     | —      | —      | —      | —      | 24    | 0    |
| Гранада              | 2020/21    | Ла Лига                    | 0     | 0    | 0     | 0     | 0      | 0      | —      | —      | 0     | 0    |
| Гранада              | 2021/22    | Ла Лига                    | 18    | 0    | 3     | 0     | —      | —      | —      | —      | 21    | 0    |
| Гранада              | 2022/23    | Сегунда                    | 2     | 0    | 0     | 0     | —      | —      | —      | —      | 2     | 0    |
| Гранада              | 2023/24    | Ла Лига                    | 17    | 0    | 0     | 0     | —      | —      | —      | —      | 17    | 0    |
| Гранада              | Итог       | Итог                       | 37    | 0    | 3     | 0     | —      | —      | —      | —      | 40    | 0    |
| Динамо (Загреб)      | 2024/25    | Хорватская футбольная лига | 13    | 2    | 1     | 0     | 5      | 0      | —      | —      | 19    | 2    |
| Общий итог           | Общий итог | Общий итог                 | 75    | 2    | 4     | 0     | 5      | 0      | 0      | 0      | 84    | 2    |

1. ↑  Матчи в Лиге чемпионов

## Достижения

### «Гранада»
- Победитель Сегунды: 2022/23